# Невельская (река)
Невельская (также встречается название Школьная) — река на острове Сахалин.
Впадает в Татарский пролив, протекает по территории Невельского городского округа Сахалинской области.
Длина реки — 14 км. Площадь водосборного бассейна составляет 13 км². Общее направление течения с востока на запад. В долине реки расположены несколько улиц гор. Невельск.

## Данные водного реестра
По данным государственного водного реестра России относится к Амурскому бассейновому округу.
Код объекта в государственном водном реестре — 20050000212118300007035.